# Santiago Santurio
Santiago Javier Santurio Rodríguez (Buenos Aires, 9 de enero de 1988) es un político argentino de La Libertad Avanza. Es diputado nacional por la Provincia de Buenos Aires en la Cámara de Diputados de Argentina. Es presidente de la agrupación política Ciudadanos.

## Biografía
Es graduado en filosofía por la Universidad del Norte Santo Tomás de Aquino fue docente tanto en el ámbito secundario como universitario.
Es integrante de Frente Joven. Asimismo, fungió como asesor en la Cámara de Diputados de la Nación para el PRO durante el periodo comprendido entre 2018 y 2019.
Paralelamente, se involucra activamente en los derechos de la mujer y del niño por nacer, destacándose como referente de Unidad Provida, una coalición de organizaciones que abogan por la protección de la salud de las mujeres y los derechos del no nacido.
Durante el lapso de 2021 a 2023, desempeñó funciones como asesor parlamentario para el bloque de LLA en la Cámara de Diputados de la Nación Argentina.
En el año 2023, se postuló como candidato a Diputado Nacional por la Provincia de Buenos Aires, ocupando el noveno puesto en la lista de La Libertad Avanza y resultando electo.